# American Tag-Team Wrestling
American Tag-Team Wrestling é um videogame de luta livre profissional de 1992 lançado para várias plataformas. O enredo envolve um torneio de tag team. Cada tag team está tentando ganhar o cinturão do campeonato de tag team vencendo todos os oponentes possíveis.

## Jogabilidade
O estilo do wrestling usada no jogo é o tag team praticado durante o boom do wrestling profissional da década de 1980 . Os jogadores podem trocar com os seus parceiros se estiverem enfraquecidos; os lutadores se recuperam lentamente fora do ringue. Partidas simples e torneios do tipo King of the Ring podem ser jogados. Alguns dos lutadores são baseados em lutadores reais da World Wrestling Federation (WWF), como Macho Man Randy Savage, Hulk Hogan e The Missing Link. Cada tag team consiste em dois membros da equipe que se contradizem; forçando os jogadores a analisar os pontos fortes e fracos uns dos outros. Embora pareçam diferentes na tela de seleção de personagem, os dois parceiros de tag team têm uma aparência idêntica na versão ZX Spectrum do jogo.
Uma vasta seleção de chutes, socos e agarrões pode ser usada para enganar a competição.[carece de fontes?] No entanto, apenas sete são oficialmente indicados no manual do ZX Spectrum. Cada rodada é cronometrada, semelhante ao boxe e diferente das lutas reais da WWF daquela época.[carece de fontes?] Existem também partidas que aparecem aleatoriamente após cada luta do torneio, além das decisões do árbitro que podem ser feitas em benefício de qualquer dos lados.
Ambos os jogadores compartilham a mesma tela durante o jogo permitindo que ambos os jogadores vejam um ao outro sem nenhuma distração de uma tela dividida . Embora o jogo fora lançado dois anos após a WrestleMania VI, que encerrou o boom do wrestling dos anos 1980, reconhece-se que muitas das características são baseadas no estilo de luta livre mais family-friendly praticado durante os anos 1980.